# Новое (Амурская область)
Но́вое — село в Белогорском районе Амурской области России. Административный центр Новинского сельсовета.

## География
Село находится на левом берегу реки Томь (левый приток Зеи), на расстоянии 32 км (через Междугранку, Васильевку, Павловку и Круглое) к востоку от города Белогорск.
От села Новое на юг идёт дорога к селу Мостовое, на восток (вверх по левому берегу реки Томь) к сёлам Новый Быт и Новолиствянка Ромненского района, на юго-восток — к селу Каховка Ромненского района.

## Население
| 2002 | 2010 | 2012 | 2013 | 2014 | 2015 | 2016 |
| ---- | ---- | ---- | ---- | ---- | ---- | ---- |
| 561  | ↘479 | ↗483 | ↘470 | ↘459 | ↘443 | ↘442 |
| 2017 | 2018 |      |      |      |      |      |
| ↘432 | ↘405 |      |      |      |      |      |

## Улицы
| - ул. Зелёная, - ул. Клубная, - ул. Кооперативная, - ул. Лесная, | - ул. Набережная, - ул. Новая, - ул. Советская, - ул. Спортивная, | - ул. Транспортная, - ул. Трудовая, - ул. Школьная, - ул. Юбилейная. |

## Экономика
Сельскохозяйственные предприятия Белогорского района.